# Punta Peña (Bocas del Toro)
Punta Peña es un corregimiento del distrito de Chiriquí Grande en la provincia de Bocas del Toro, República de Panamá. La localidad tiene 2.520 habitantes (2010).

## Demografía
En 2010 Punta Peña contaba con una población de 2 520 habitantes según datos del Instituto Nacional de Estadística y una extensión de 19,4 km² lo que equivale a una densidad de población de 130 habitantes por km².

### Razas y etnias
- 50,63 % Mestizos
- 46,43 % Chibchas (Americanos)[3]
- 2,94 % Afropanameños[3]